# Mario Lugonja
Mario Lugonja (...) è un ex giocatore di football americano serbo, che ha giocato nel ruolo di wide receiver.